# Aarhus Letbane
Метротрам в Орхусі (дан. Aarhus Letbane) — трамвайна та трамвай-поїзна мережа у місті Орхус, Данія. Будівництво розпочато у вересні 2013 року. Чергу Aarhus H — Universitetshospitalet відкрито 21 грудня 2017.
Мережа має загальну довжину 110 км та 48 станцій.

## Рухомий склад
- Stadler Tango: максимальна швидкість 100 км/год, використовується між Грено та станцією Орхус.
- Stadler Variobahn: максимальна швидкість 80 км/год, використовується між Оддер та Листруп.